# Richard Foley (homme politique)
Richard Foley (19 février 1681 - 27 mars 1732) est un avocat et homme politique anglais qui siège à la Chambre des communes de 1711 à 1732.

## Biographie
Il est le fils de Thomas Foley de Witley Court, Worcestershire et donc un petit-fils du maître de forge Thomas Foley. Ses frères aînés sont Thomas et Edward. Il est admis au Lincoln's Inn en 1695 et admis au barreau en 1702.
Foley est le deuxième protonotaire à la Cour des plaids-communs de 1703 jusqu'à sa mort. Il est élu membre de la Royal Society en 1708, mais s'est retiré en 1712 . Il est nommé conseiller de son inn en 1726.
Foley est élu comme député de Droitwich lors d'une élection partielle le 18 juillet 1711 et réélu sans opposition à l'élection générale de 1713 . Il est réélu sans opposition aux élections générales de 1715, 1722 et 1727 et siège jusqu'à sa mort en 1732. Au Parlement, il vote de manière constante avec l'opposition. Il est à la fois précédé et remplacé au siège par son frère Edward .
Foley meurt célibataire sans descendance le 27 mars 1732 et sa succession considérable passe à son frère aîné Edward.